# BDO-dartsvilágbajnokság
A BDO-dartsvilágbajnokság (BDO World Darts Championship) a British Darts Organisation által rendezett dartsverseny volt, amely egyike volt a világszerte működő két dartsvilágbajnokságnak, a Professional Darts Corporation (PDC) szervezésében megrendezett PDC-dartsvilágbajnokság mellett. A BDO-dartsvilágbajnokság januárban zajlott, a PDC-dartsvilágbajnoksága után. A világbajnokságot 2020-ban a londoni The O2 aréna "Indigo" nevű helyszínén tartották meg utoljára.
A BDO-világbajnokságát 1978-ban rendezték meg először BDO World Darts Championship néven. 1994-től kezdve a BDO-ból kivonult 16 játékos (köztük több korábbi BDO-világbajnok) által megalakított WDC is megrendezte a saját világbajnokságát (napjainkban PDC-dartsvilágbajnokság, ami miatt a BDO szervezet elvesztette vezető szerepét a sportágban. Innentől kezdve a játékosok szabadon megválaszthatták, hogy melyik szervezet világbajnokságán szeretnének indulni. Bizonyos kritériumokat a nevezéshez teljesíteni kellett, illetve kikötés volt, hogy egy évben ugyanaz a játékos nem indulhat mindkét világbajnokságon.
A győzelmek számát tekintve a rekordot az angol Eric Bristow tartja, aki 5 világbajnoki címet nyert (és további 5 vb-n lett második) 1980 és 1991 között. Bristow-n kívül még Raymond van Barneveld (1998, 1999, 2003 és 2005), John Lowe (1979, 1987 és 1993), Martin Adams (2007, 2010 és 2011), Glen Durrant (2017, 2018 és 2019), Jocky Wilson (1982 és 1989), Phil Taylor (1990 és 1992), Ted Hankey (2000 és 2009)  és Scott Waites (2013 és 2016) tudta egynél többször megnyerni a világbajnokságot.
A BDO 2020 szeptemberében összeomlott, ezt követően pedig a WDF (World Darts Federation) bejelentette, hogy a jövőben saját szervezésében folytatja tovább a világbajnokságok lebonyolítását. (WDF-dartsvilágbajnokság)

## A döntők
| Év   | Világbajnok (döntőbeli átlag) | Cím | Eredmény | Döntős (döntőbeli átlag)      | Díjazás   | Díjazás     | Díjazás  | Szponzor              | Helyszín                                     |
| Év   | Világbajnok (döntőbeli átlag) | Cím | Eredmény | Döntős (döntőbeli átlag)      | Összesen  | Bajnoki cím | Döntő    | Szponzor              | Helyszín                                     |
| ---- | ----------------------------- | --- | -------- | ----------------------------- | --------- | ----------- | -------- | --------------------- | -------------------------------------------- |
| 1978 | Leighton Rees (92,40)         | 1.  | 11–7 (l) | John Lowe (89,40)             | 10 500 £  | 3000 £      | 1700 £   | Embassy               | Heart of the Midlands Club, Nottingham       |
| 1979 | John Lowe (87,42)             | 1.  | 5–0 (sz) | Leighton Rees (76,62)         | 15 000 £  | 4500 £      | 2000 £   | Embassy               | Jollees, Stoke-on-Trent                      |
| 1980 | Eric Bristow (88,10)          | 1.  | 5–3      | Bobby George (86,49)          | 15 000 £  | 4500 £      | 2000 £   | Embassy               | Jollees, Stoke-on-Trent                      |
| 1981 | Eric Bristow (86,10)          | 2.  | 5–3      | John Lowe (81,00)             | 23 300 £  | 5500 £      | 2500 £   | Embassy               | Jollees, Stoke-on-Trent                      |
| 1982 | Jocky Wilson (88,10)          | 1.  | 5–3      | John Lowe (84,30)             | 28 000 £  | 6500 £      | 3000 £   | Embassy               | Jollees, Stoke-on-Trent                      |
| 1983 | Keith Deller (90,00)          | 1.  | 6–5      | Eric Bristow (93,90)          | 33 050 £  | 8000 £      | 3500 £   | Embassy               | Jollees, Stoke-on-Trent                      |
| 1984 | Eric Bristow (97,50)          | 3.  | 7–1      | Dave Whitcombe (90,60)        | 38 500 £  | 9000 £      | 4000 £   | Embassy               | Jollees, Stoke-on-Trent                      |
| 1985 | Eric Bristow (97,50)          | 4.  | 6–2      | John Lowe (93,12)             | 43 000 £  | 10 000 £    | 5000 £   | Embassy               | Jollees, Stoke-on-Trent                      |
| 1986 | Eric Bristow (94,47)          | 5.  | 6–0      | Dave Whitcombe (90,45)        | 52 500 £  | 12 000 £    | 6000 £   | Embassy               | Lakeside Country Club, Frimley Green, Surrey |
| 1987 | John Lowe (90,63)             | 2.  | 6–4      | Eric Bristow (94,29)          | 60 300 £  | 14 000 £    | 7000 £   | Embassy               | Lakeside Country Club, Frimley Green, Surrey |
| 1988 | Bob Anderson (92,70)          | 1.  | 6–4      | John Lowe (92,07)             | 71 600 £  | 16 000 £    | 8000 £   | Embassy               | Lakeside Country Club, Frimley Green, Surrey |
| 1989 | Jocky Wilson (94,32)          | 2.  | 6–4      | Eric Bristow (90,66)          | 86 900 £  | 20 000 £    | 10 000 £ | Embassy               | Lakeside Country Club, Frimley Green, Surrey |
| 1990 | Phil Taylor (97,47)           | 1.  | 6–1      | Eric Bristow (93,00)          | 153 200 £ | 24 000 £    | 12 000 £ | Embassy               | Lakeside Country Club, Frimley Green, Surrey |
| 1991 | Dennis Priestley (92,57)      | 1.  | 6–0      | Eric Bristow (84,15)          | 110 500 £ | 26 000 £    | 13 000 £ | Embassy               | Lakeside Country Club, Frimley Green, Surrey |
| 1992 | Phil Taylor (97,58)           | 2.  | 6–5      | Mike Gregory (94,42)          | 119 500 £ | 28 000 £    | 14 000 £ | Embassy               | Lakeside Country Club, Frimley Green, Surrey |
| 1993 | John Lowe (83,97)             | 3.  | 6–3      | Alan Warriner (82,32)         | 128 500 £ | 30 000 £    | 15 000 £ | Embassy               | Lakeside Country Club, Frimley Green, Surrey |
| 1994 | John Part (82,44)             | 1.  | 6–0      | Bobby George (80,31)          | 136 100 £ | 32 000 £    | 16 000 £ | Embassy               | Lakeside Country Club, Frimley Green, Surrey |
| 1995 | Richie Burnett (93,63)        | 1.  | 6–3      | Raymond van Barneveld (91,23) | 143 000 £ | 34 000 £    | 17 000 £ | Embassy               | Lakeside Country Club, Frimley Green, Surrey |
| 1996 | Steve Beaton (90,27)          | 1.  | 6–3      | Richie Burnett (88,05)        | 150 000 £ | 36 000 £    | 18 000 £ | Embassy               | Lakeside Country Club, Frimley Green, Surrey |
| 1997 | Les Wallace (92,19)           | 1.  | 6–3      | Marshall James (92,01)        | 158 000 £ | 38 000 £    | 19 000 £ | Embassy               | Lakeside Country Club, Frimley Green, Surrey |
| 1998 | Raymond van Barneveld (93,96) | 1.  | 6–5      | Richie Burnett (97,14)        | 166 000 £ | 40 000 £    | 20 000 £ | Embassy               | Lakeside Country Club, Frimley Green, Surrey |
| 1999 | Raymond van Barneveld (94,35) | 2.  | 6–5      | Ronnie Baxter (94,65)         | 174 000 £ | 42 000 £    | 21 000 £ | Embassy               | Lakeside Country Club, Frimley Green, Surrey |
| 2000 | Ted Hankey (92,40)            | 1.  | 6–0      | Ronnie Baxter (88,35)         | 182 000 £ | 44 000 £    | 22 000 £ | Embassy               | Lakeside Country Club, Frimley Green, Surrey |
| 2001 | John Walton (95,55)           | 1.  | 6–2      | Ted Hankey (94,86)            | 189 000 £ | 46 000 £    | 23 000 £ | Embassy               | Lakeside Country Club, Frimley Green, Surrey |
| 2002 | Tony David (93,57)            | 1.  | 6–4      | Mervyn King (89,67)           | 197 000 £ | 48 000 £    | 24 000 £ | Embassy               | Lakeside Country Club, Frimley Green, Surrey |
| 2003 | Raymond van Barneveld (94,86) | 3.  | 6–3      | Ritchie Davies (90,66)        | 205 000 £ | 50 000 £    | 25 000 £ | Embassy               | Lakeside Country Club, Frimley Green, Surrey |
| 2004 | Andy Fordham (97,08)          | 1.  | 6–3      | Mervyn King (91,02)           | 201 000 £ | 50 000 £    | 25 000 £ | Lakeside Country Club | Lakeside Country Club, Frimley Green, Surrey |
| 2005 | Raymond van Barneveld (96,78) | 4.  | 6–2      | Martin Adams (91,35)          | 201 000 £ | 50 000 £    | 25 000 £ | Lakeside Country Club | Lakeside Country Club, Frimley Green, Surrey |
| 2006 | Jelle Klaasen (90,42)         | 1.  | 7–5      | Raymond van Barneveld (93,06) | 211 000 £ | 60 000 £    | 25 000 £ | Lakeside Country Club | Lakeside Country Club, Frimley Green, Surrey |
| 2007 | Martin Adams (90,30)          | 1.  | 7–6      | Phill Nixon (87,09)           | 226 000 £ | 70 000 £    | 30 000 £ | Lakeside Country Club | Lakeside Country Club, Frimley Green, Surrey |
| 2008 | Mark Webster (92,07)          | 1.  | 7–5      | Simon Whitlock (93,92)        | 246 000 £ | 85 000 £    | 30 000 £ | Lakeside Country Club | Lakeside Country Club, Frimley Green, Surrey |
| 2009 | Ted Hankey (91,46)            | 2.  | 7–6      | Tony O'Shea (90,54)           | 256 000 £ | 95 000 £    | 30 000 £ | Lakeside Country Club | Lakeside Country Club, Frimley Green, Surrey |
| 2010 | Martin Adams (95,01)          | 2.  | 7–5      | Dave Chisnall (93,42)         | 261 000 £ | 100 000 £   | 30 000 £ | Lakeside Country Club | Lakeside Country Club, Frimley Green, Surrey |
| 2011 | Martin Adams (92,13)          | 3.  | 7–5      | Dean Winstanley (89,08)       | 261 000 £ | 100 000 £   | 30 000 £ | Lakeside Country Club | Lakeside Country Club, Frimley Green, Surrey |
| 2012 | Christian Kist (90,00)        | 1.  | 7–5      | Tony O'Shea (87,78)           | 258 000 £ | 100 000 £   | 30 000 £ | Lakeside Country Club | Lakeside Country Club, Frimley Green, Surrey |
| 2013 | Scott Waites (86,43)          | 1.  | 7–1      | Tony O'Shea (81,90)           | 261 000 £ | 100 000 £   | 30 000 £ | Lakeside Country Club | Lakeside Country Club, Frimley Green, Surrey |
| 2014 | Stephen Bunting (96,18)       | 1.  | 7–4      | Alan Norris (92,19)           | 300 000 £ | 100 000 £   | 35 000 £ | Lakeside Country Club | Lakeside Country Club, Frimley Green, Surrey |
| 2015 | Scott Mitchell (92,61)        | 1.  | 7–6      | Martin Adams (92,55)          | 300 000 £ | 100 000 £   | 35 000 £ | Lakeside Country Club | Lakeside Country Club, Frimley Green, Surrey |
| 2016 | Scott Waites (87,54)          | 2.  | 7–1      | Jeff Smith (84,99)            | 300 000 £ | 100 000 £   | 35 000 £ | Lakeside Country Club | Lakeside Country Club, Frimley Green, Surrey |
| 2017 | Glen Durrant (93,48)          | 1.  | 7–3      | Danny Noppert (93,30)         | 300 000 £ | 100 000 £   | 35 000 £ | Lakeside Country Club | Lakeside Country Club, Frimley Green, Surrey |
| 2018 | Glen Durrant (93,97)          | 2.  | 7–6      | Mark McGeeney (86,31)         | 300 000 £ | 100 000 £   | 35 000 £ | Lakeside Country Club | Lakeside Country Club, Frimley Green, Surrey |
| 2019 | Glen Durrant (95,19)          | 3.  | 7–3      | Scott Waites (91,38)          | 300 000 £ | 100 000 £   | 35 000 £ | Lakeside Country Club | Lakeside Country Club, Frimley Green, Surrey |
| 2020 | Wayne Warren (93,72)          | 1.  | 7–4      | Jim Williams (94,53)          | 164 000 £ | 23 000 £    | 10 000 £ | BDO                   | "Indigo", The O2, London                     |

1. ↑  (l) = pontszám legekben, (sz) = pontszám szettekben.

## Rekordok és statisztikák

### A legeredményesebb játékosok
| Név                   | Világbajnoki cím | Második hely | Döntős szereplés |
| --------------------- | ---------------- | ------------ | ---------------- |
| Eric Bristow          | 5                | 5            | 10               |
| Raymond van Barneveld | 4                | 2            | 6                |
| John Lowe             | 3                | 5            | 8                |
| Martin Adams          | 3                | 2            | 5                |
| Glen Durrant          | 3                | 0            | 3                |
| Ted Hankey            | 2                | 1            | 3                |
| Scott Waites          | 2                | 1            | 3                |
| Phil Taylor           | 2                | 0            | 2                |
| Jocky Wilson          | 2                | 0            | 2                |
| Richie Burnett        | 1                | 2            | 3                |
| Leighton Rees         | 1                | 1            | 2                |
| Wayne Warren          | 1                | 0            | 1                |
| Stephen Bunting       | 1                | 0            | 1                |
| Scott Mitchell        | 1                | 0            | 1                |
| Christian Kist        | 1                | 0            | 1                |
| Mark Webster          | 1                | 0            | 1                |
| Keith Deller          | 1                | 0            | 1                |
| Jelle Klaasen         | 1                | 0            | 1                |
| Andy Fordham          | 1                | 0            | 1                |
| Tony David            | 1                | 0            | 1                |
| John Walton           | 1                | 0            | 1                |
| Les Wallace           | 1                | 0            | 1                |
| Steve Beaton          | 1                | 0            | 1                |
| John Part             | 1                | 0            | 1                |
| Dennis Priestley      | 1                | 0            | 1                |
| Bob Anderson          | 1                | 0            | 1                |
| Tony O'Shea           | 0                | 3            | 3                |
| Ronnie Baxter         | 0                | 2            | 2                |
| Mervyn King           | 0                | 2            | 2                |
| Dave Whitcombe        | 0                | 2            | 2                |
| Bobby George          | 0                | 2            | 2                |
| Alan Norris           | 0                | 1            | 1                |
| Dave Chisnall         | 0                | 1            | 1                |
| Dean Winstanley       | 0                | 1            | 1                |
| Ritchie Davies        | 0                | 1            | 1                |
| Simon Whitlock        | 0                | 1            | 1                |
| Phill Nixon           | 0                | 1            | 1                |
| Marshall James        | 0                | 1            | 1                |
| Mike Gregory          | 0                | 1            | 1                |
| Alan Warriner         | 0                | 1            | 1                |
| Jeff Smith            | 0                | 1            | 1                |
| Danny Noppert         | 0                | 1            | 1                |
| Mark McGeeney         | 0                | 1            | 1                |
| Jim Williams          | 0                | 1            | 1                |

### Kilencnyilaskiszállók
| #  | Játékos  | Év   | Forduló     | Kombináció                      | Ellenfél     | Eredmény |
| -- | -------- | ---- | ----------- | ------------------------------- | ------------ | -------- |
| 1. | Paul Lim | 1990 | Második kör | 3 x T20; 3 x T20; T20, T19, D12 | Jack McKenna | Nyert    |

### Rekordok
- Legtöbb világbajnoki cím: 5, Eric Bristow.
- Legtöbb döntő: 10, Eric Bristow. 5 győzelme mellett további 5 döntőben szerepelt.
- Legtöbb részvétel: 26, Martin Adams. John Lowe és Eric Bristow részt vett az első 16 vb-n, utána már a PDC-világbajnokságain indultak. Adams 2010-ben tudta megdönteni a rekordjukat.
- Legfiatalabb bajnok: Jelle Klaasen 21 évesen 90 naposan (2006)
- Legfiatalabb játékos: Leighton Bennett 14 évesen 4 naposan (2020)
- Legidősebb bajnok: Wayne Warren 57 évesen 219 naposan (2020)

## Helyszín
A BDO-dartsvilágbajnokságot legtöbbször (1986–2019) a Frimley Green-i Lakeside Country Club-ban rendezték meg, előtte 1979-től 1985-ig Stoke-ban található Jollees-ben, míg a legelső világbajnokságot a nottingham-i Heart of the Midlands klubban bonyolították le.
2020-ban a londoni The O2 aréna "Indigo" nevű terme látta vendégül a világbajnokság résztvevőit.